# Битва при Агаиани
Битва при Агаини — сражение между дворянами Кахетинского царства и войсками Сефевидской империи, произошедшее в 1625 году возле грузинского села Агаини.

## Предыстория
В 1606 году шах Аббас I по просьбе картлийских дворян и царицы Кетевани назначил кажущихся безобидными юношами Луарсаба II и Теймураза I (сына Кетевани) правителями подчинённых Сефевидам царств Картли и Кахетия. Однако в 1612 году Теймураз и Луарсаб казнили ряд сефевидских дворян, включая наместника Карабаха, что, естественно, привело к ухудшению отношений между Грузией и шахом. В 1613 году шах пригласил их на охотничью церемонию в Мазандаран, однако они, опасаясь ареста или казни, туда не поехали. Весной 1614 года началась война.
В марте 1614 года сефевидские войска захватили два региона, и два царя-союзника нашли убежище в подчинённой Османской империи Имеретии. Придворный историк Сефевидов Искендер-бек Мунши отмечал, что шах Аббас I был разгневан предательством двух подданных, которым он доверял. Он сослал 30 тысяч кахетинских крестьян в Сефевидскую империю и назначил правителем Кахетии Иса-Хана (внука царя Александра II). Иса-хан, принявший ислам, воспитывался при дворе в Исфахане, и предполагалось, что он будет верен шаху.
Шах Аббас пригрозил сжечь Имеретию, если ему не выдадут сбежавших царей. Правители Имеретии, Мегрелии и Гурии отказались выполнять это требование. Однако Луарсаб добровольно сдался шаху. Поначалу тот хорошо его принял, однако, узнав, что он и Теймураз вошли в союз с османами, потребовал от Луарсаба принять ислам. Луарсаб отказался и был арестован.
Теймураз, воспользовавшись тем, что в 1615 году османо-сефевидская вражда снова разгорелась, вернулся в восточную Грузию и победил располагавшееся там сефевидское войско. Но после того, как османская армия отложила поход против Сефевидов, Аббас отправил войско на Теймураза. Хотя в Тифлисе было оказано сопротивление, вся восточная Грузия снова была подчинена Сефевидам.
Путём крупных карательных мер шах Аббас восстановил свою власть в Грузии, однако Георгий Саакадзе и Теймураз в 1625 и 1626 годах подняли новые восстания для ослабления влияния Сефевидов в регионе.

## Битва
В 1625 году шах Аббас направил в Грузию большое войско под командованием Гарачагай-хана. Войску было поручено полностью сломить сопротивление кахетинцев и расселить выживших в центральные регионы империи. Сефевидская армия разбила лагерь у села Агаиани, и Гарачагай-хан пригласил к себе кахетинских дворян (тавади и азнаури), чтобы вознаградить их. Однако дворяне, вошедшие в шатёр, чтобы получить награду, подверглись нападению. В результате было убито примерно 400 дворян. Некоторым дворянам удалось сбежать из лагеря, и они, примкнув к мятежникам, продолжили войну против Сефевидов.